# Unknown (película)
No confundir con la serie de televisión homónima
Unknown, titulada en castellano Desconocido (en Hispanoamérica) y Sin identidad (en España), es una película dramática de acción. Se estrenó fuera de competencia en el 61.er Festival Internacional de Cine de Berlín y el 18 de febrero de 2011 en Estados Unidos, el 17 de febrero del mismo año en Argentina y el 21 de mayo del mismo año en España. Protagonizada por Liam Neeson y Diane Kruger. Dirigida por Jaume Collet-Serra. Basada en la novela de Didier van Cauwelaert, titulada Out of my head.

## Argumento
El Dr. Martin Harris (Liam Neeson) y su esposa Liz (January Jones) llegan a Berlín para una cumbre de biotecnología. En el hotel, Martin se da cuenta de que dejó su maletín en el aeropuerto y toma un taxi para recuperarlo. En el camino, el taxi se ve involucrado en un accidente, cae al río y Martin se hunde inconsciente por un golpe en su cabeza. La conductora, Gina (Diane Kruger), le rescata y huye de la escena, ya que es una inmigrante ilegal de Bosnia. Martin recupera la consciencia en un hospital después de haber estado en coma durante cuatro días.
Cuando Martin regresa al hotel descubre a Liz con otro hombre. Además, ella afirma no conocerlo. Martin telefonea a un colega de Estados Unidos, el Profesor Rodney Cole (Frank Langella), pero solo llega a su buzón de voz. A bordo de un tren, Martin escribe su programación para el día siguiente de memoria. Martin visita la oficina del Profesor Leo Bressler (Sebastian Koch), con quien tiene previsto reunirse, pero descubre allí al impostor, "Martin B" (Aidan Quinn). Cuando Martin intenta probar su identidad, Martin B muestra credenciales y fotos familiares similares a las que Martin recuerda haberse tomado con su esposa. Abrumado por la crisis de identidad, Martin cae inconsciente y es enviado nuevamente al hospital. Allí le diagnostican una conmoción que parece haberlo desorientado de alguna manera. En el lugar traba amistad con Gretchen Erfurt (Eva Löbau), una enfermera que cree en su historia y le entrega el nombre de un amigo que puede ayudarlo. Smith (Olivier Schneider), un asesino enviado para deshacerse de Martin, mata a Gretchen, pero Martin logra huir.
Al contactar al amigo de Gretchen, descubre que se trata de un investigador privado y exagente de la Stasi llamado Ernst Jürgen (Bruno Ganz). Las únicas pistas de Martin son el libro de botánica de su padre y Gina, quien desde el accidente trabaja en un restaurante. Mientras que Martin convence a Gina para ayudarlo, Jürgen desentierra información relacionada con Martin y la cumbre de biotecnología. El investigador descubre que la cumbre contará con la presencia del Príncipe Shada (Mido Hamada) de Arabia Saudita, quien financia un proyecto secreto dirigido por Bressler. El príncipe Shada ha sobrevivido a numerosos intentos de asesinato por parte de extremistas en su propio país, y Jürgen sospecha que el robo de identidad de Martin puede ser parte de un nuevo intento. Martin informa a Cole sobre su situación y le pide que se encuentre con Jürgen para que vea el avance del investigador.
En el apartamento de Gina, Smith y otro terrorista, Jones (Stipe Erceg), los atacan, pero la pareja escapa gracias a que Gina mata a Smith después que los dos hombres asesinaran a su mejor amigo. En su libro, Martin descubre que Liz ha escrito una serie de números que señalan palabras en páginas específicas. Gracias a que ha memorizado su horario, Martin se encuentra con Liz cuando esta visita el museo; ella le explica que está siendo forzada a actuar como si Martin B fuera el verdadero y le recuerda que dejó su maletín en el aeropuerto, lo que podría probar que es el real ya que ahí estaban sus documentos y credenciales. Mientras tanto, Jürgen recibe a Cole en su oficina. Allí le habla sobre "La Sección 15", una organización de asesinos creada en la antigua Europa Oriental que, tras el cambio en la sociedad, se transformó en una organización mercenaria fantasma encargada de asesinatos de gente importante. Según cree, alguien contrató a estas personas para suplantar a Harris y asesinar al príncipe; durante la conversación el investigador deduce que Cole es un integrante de esta organización y al darse cuenta de que está ahí para matarlo sin forma de escapar, Jürgen se suicida ingiriendo cianuro para proteger a Martin.
Después de recuperar su maletín, Martin recompensa a Gina y se despide de ella; sin embargo de inmediato es secuestrado por Cole y Jones, quienes se lo llevan en una furgoneta al piso más alto de un edificio de estacionamientos abandonado. Gina ve cómo se lo llevan y roba un taxi para seguirlos. Cuando Martin se despierta, Cole le explica que Martin Harris es solo una identidad falsa y que en realidad es un agente de la organización, el mejor de todos, enviado a dirigir el atentado de la cumbre junto a Liz, quien también es un agente. Liz informó que Martin ahora creía que su tapadera era su vida real, por lo que tuvieron que poner en marcha su plan de contingencia. Debido a que se lesionó la cabeza durante el accidente de coche, su memoria se vio distorsionada, creyendo que su falsa identidad como Martin Harris era real. Cole explica que por eso Martin B fue enviado como su reemplazo con copias de sus documentos y evidencias que lo señalaban como Martin Harris. El único cabo suelto que podía desbaratar el plan era el equipaje olvidado en el aeropuerto, por ello Liz le pidió que lo recuperara, así podrían eliminarlo a él y a las evidencias al mismo tiempo. 
Antes de que puedan asesinarlo, Gina embiste la furgoneta con el taxi, matando a Cole y sus secuaces. Después, Martin encuentra un compartimiento oculto en el maletín que contiene dos pasaportes canadienses y recuerda que él y Liz estuvieron en Berlín tres meses antes para colocar una bomba en la suite que ahora es ocupada por el príncipe Shada.
Consciente de su propio papel en el plan de asesinato, Martin busca redimirse frustrando el atentado, por lo que se dirige al hotel con Gina. Seguridad los detiene de inmediato, pero Martin los convence de revisar los videos de seguridad demostrando su presencia en el hotel hace tres meses. Liz utiliza su propia copia de los códigos secretos del libro para acceder remotamente a la computadora portátil de Bressler y robar los datos. Martin se da cuenta de que el príncipe Shada no es el objetivo sino Bressler, que ha desarrollado una variedad de maíz genéticamente modificado, capaz de germinar en cualquier suelo indiferente al clima o calidad de la tierra, lo que reduciría el problema del hambre en el mundo; pero a la vez afectaría los mercados bursátiles. Con la muerte de Bressler y el robo de su investigación, miles de millones de dólares caerían en las manos equivocadas y todo pasaría desapercibido, creyendo las autoridades que la muerte del príncipe era el objetivo y el asesinato del científico solo un daño colateral.
Tras convencerse de la presencia de la bomba, seguridad evacúa el hotel y, al ver su intento de asesinato frustrado, Liz regresa a la suite para detener el detonador mientras Martin B busca a Bressler para matarlo, pero es interceptado por Martin, aunque este se encuentra en desventaja, ya que su oponente demuestra notables habilidades de pelea gracias a su entrenamiento como asesino. En paralelo, Liz es incapaz de sacar la bomba de su escondite y explota matándola, derrumbando el piso superior del edificio y destruyendo la copia de la investigación que había robado. Debido a la explosión y su pelea con Martin B, Martin sufre una leve conmoción que aclara sus recuerdos y con ello también recupera sus habilidades como asesino gracias a lo cual mata fácilmente a su contendiente. Gina lo encuentra y, tras calmarlo, huyen antes de que la policía llegue al lugar.
Según todos creen, el atentado fue un intento frustrado de asesinato contra el príncipe, quien da una conferencia anunciando no solo que está bien, sino que ha estado financiando las investigaciones de Bressler, las cuales han sido exitosas y ahora lo entregan al mundo de forma gratuita, mientras los noticieros comentan cómo el solo anuncio de este descubrimiento hizo tambalear los valores del mercado de los cereales y que se pronostican grandes pérdidas a futuro para estas compañías.
Martin y Gina abordan un tren con nuevos pasaportes e identidades como un matrimonio, con las cuales planean radicarse en Estados Unidos, según ha sido el sueño de la muchacha.

## Reparto

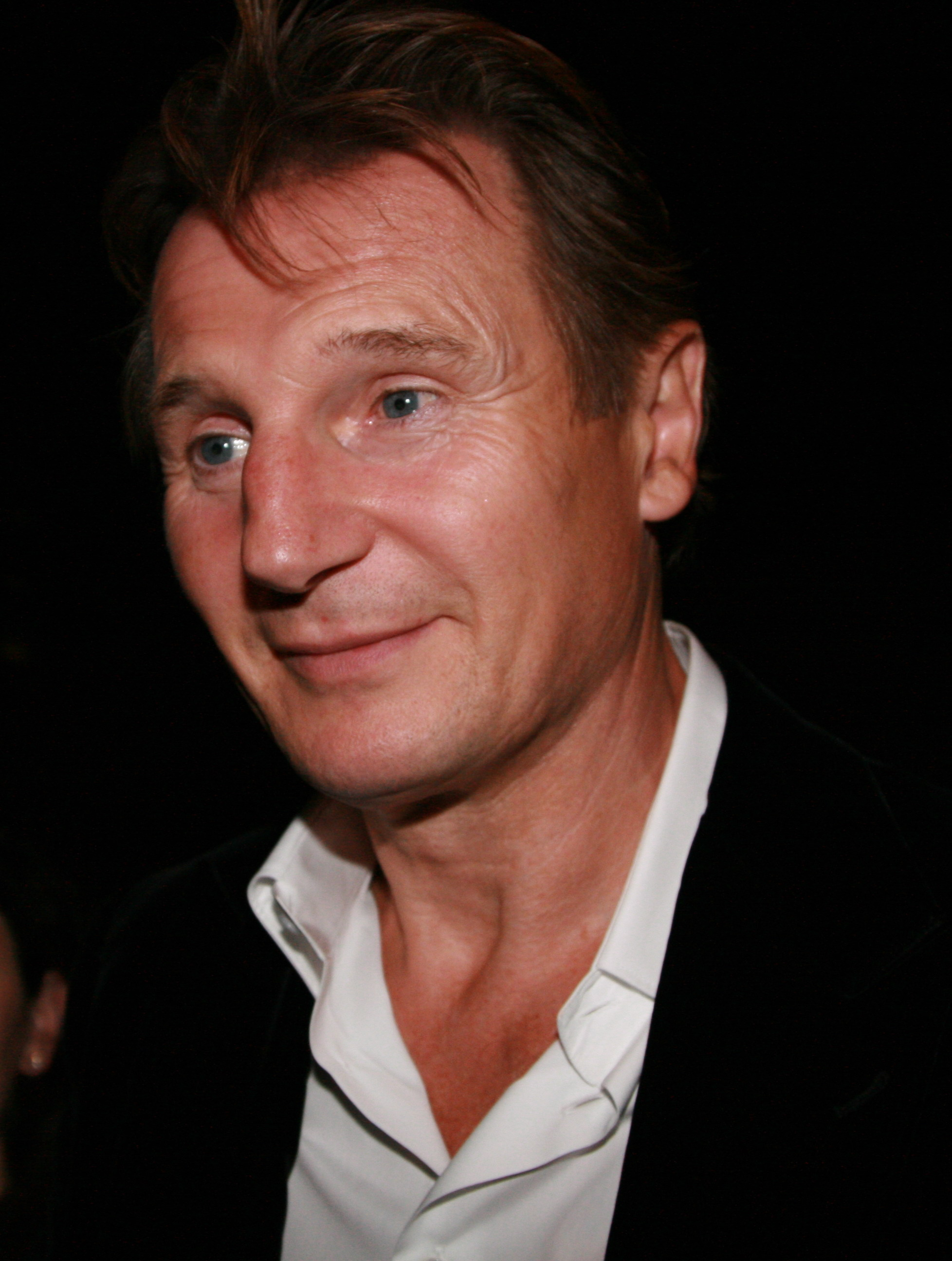
Liam Neeson como el Dr. Martin Harris.

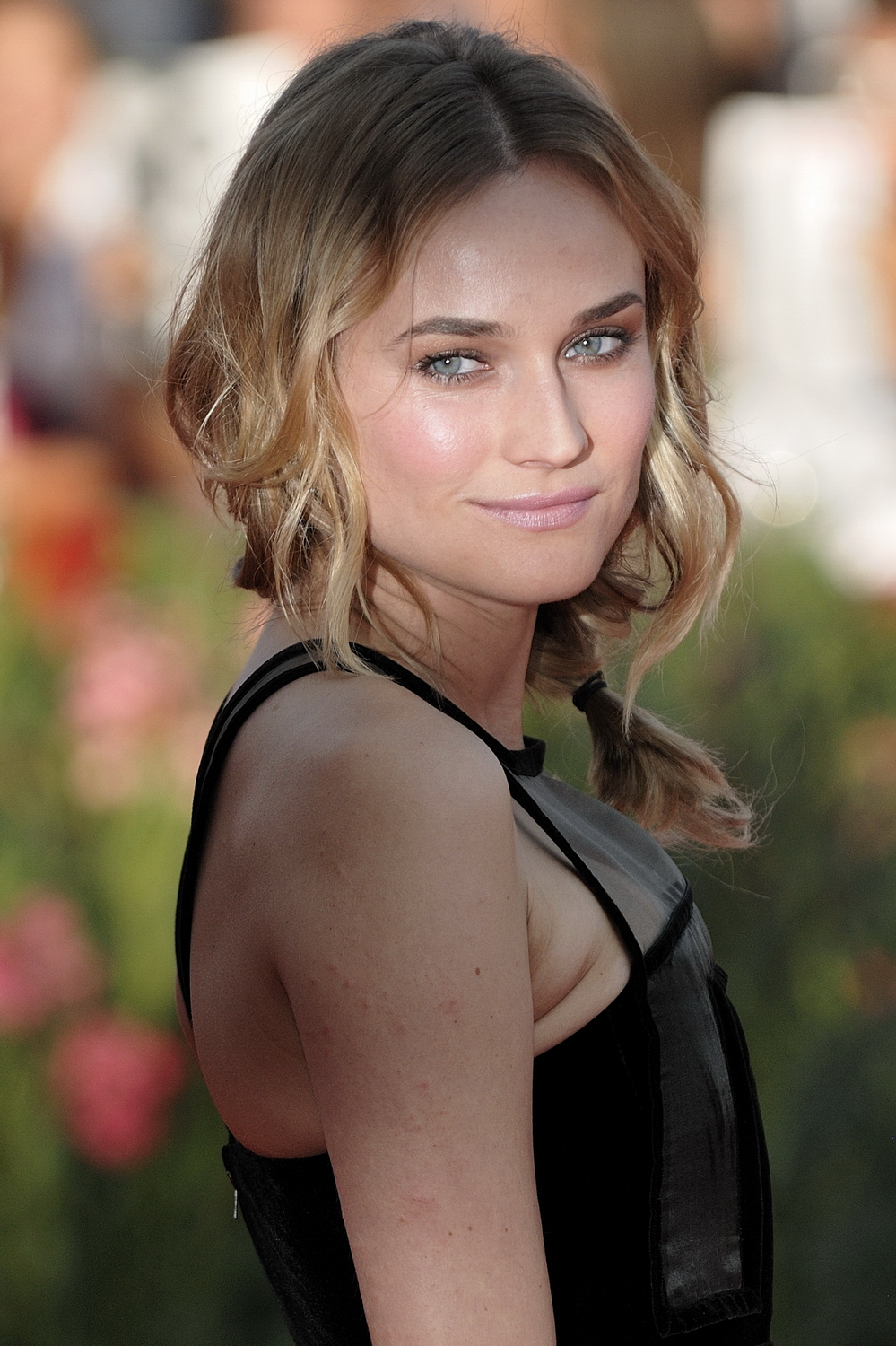
Diane Kruger como Gina.

- Liam Neeson como el Dr. Martin Harris.
- Diane Kruger como Gina.
- January Jones como Elizabeth Harris.
- Frank Langella como Rodney Cole.
- Aidan Quinn como Martin B.
- Bruno Ganz como Ernst Jürgen.
- Sebastian Koch como Leo Bressler.
- Mido Hamada como el príncipe Shada.

## Producción
La idea de adaptar la novela de Didier van Cauwelaert Out of my head, fue de Leonard Goldberg, quien se lo propuso a Joel Silver, a quien también le gustó. Como guionistas decidieron contratar a Oliver Butcher y Stephen Cornwel, y como director a Jaume Collet-Serra, con quien Silver ya había trabajado anteriormente en dos producciones. Se rodó entre el 16 de diciembre de 2009 y el 28 de marzo de 2010 en diversas localizaciones de Alemania, destacando las ciudades de Berlín, Brandenburgo y Leipzig (Sajonia). Inicialmente la película llevaba el título de Unknown White Male. Jaume Collet-Serra ha conseguido convertirse en el primer director español en conseguir el número uno en la taquilla de Estados Unidos, gracias a los 21 millones que recaudó Unknown durante sus primeros tres días en cartel.

## Recepción

### Respuesta crítica
Según la página de Internet Rotten Tomatoes obtuvo un 56% de comentarios positivos, llegando a la siguiente conclusión: «Liam Neeson eleva el nivel de la película, pero Unknown es demasiado derivativa e inverosímil como para aprovechar su intrigante premisa». Roger Ebert escribió que: «Unknown en realidad no es una mala película, solo una película absurda». Peter Travers señaló que "ignorad el montón de inverosimilitudes y Unknown se convertirá en un timo diabólicamente entretenido". Según la página de Internet Metacritic obtuvo críticas mixtas, con un 56%, basado en 38 comentarios de los cuales 17 son positivos.

### Taquilla
Estrenada en 3.043 cines estadounidenses debutó en primera posición con 21 millones de dólares, con una media por sala de 7.183 dólares, por delante de I Am Number Four. Recaudó en Estados Unidos 63 millones. Sumando las recaudaciones internacionales la cifra asciende a 130 millones. El presupuesto estimado invertido en la producción fue de 30 millones.

## Premios y nominaciones
| Año  | Premio                   | Categoría                  | Candidato          | Resultado |
| ---- | ------------------------ | -------------------------- | ------------------ | --------- |
| 2011 | Premios del Cine Europeo | Premio del público         | Jaume Collet-Serra | Nominado  |
| 2012 | Premios Júpiter          | Mejor actriz internacional | Diane Kruger       | Nominado  |
| 2012 | Premios Júpiter          | Mejor actor internacional  | Liam Neeson        | Nominado  |